# Римски шанчеви
Римски шанчеви су градска четврт у северном делу Новог Сада. Простор је углавном привредно-индустријског карактера, али је мањим делом намењен и за становање.

## Положај насеља
Северозападну границу насеља чини граница урбаног подручја Новог Сада, источну границу чини пут Нови Сад-Темерин, док јужну и југозападну границу чини ауто-пут Београд-Суботица.
Суседне градске четврти и насеља су: Клиса и Горње ливаде на југу, градска депонија на истоку, атар насеља Ченеј на северу и атар насеља Руменка на западу.
У административном смислу, Римски шанчеви су део месне заједнице „Клиса“.
Мора се напоменути да се појам Римски шанчеви односи на локалитет који се протеже и нешто северније од урбаних граница Новог Сада, тако да се северни део Римских шанчева административно налази у саставу насеља Ченеј.

## Историја
Име насеља долази од земљаних творевина (шанчева), које су на овом подручју саградили Римљани. Римска граница (лимес) према сарматским племенима која су живела на подручју данашње Бачке била је река Дунав, то јест његова десна обала са римским путем и утврђењима у којима су боравиле трупе римске војске. Једно од утврђења налазило се на месту данашње Петроварадинске тврђаве и названо је Кузум (Cusum). Римљани нису живели на простору између Тисе и Дунава, али су повремено запоседали јужну Бачку и држали ове пограничне просторе у функцији контралимеса. Ова територија била је насељена слободним Сарматима, који су у неким периодима представљали тампон зону која је требало да спречава и одбије нападе других сарматских и германских племена са севера и истока на римску провинцију Панонију. Тако су Сармати повремено вршили улогу граничара Римског царства.
Римски историчар из 4. века Амијан Марцелин, описујући ратовање цара Констанција против Сармата у Бачкој, обавештава нас, да након победе цар пресељава немирна сарматска племена на друга станишта, а слободне Сармате оставља да живе у Шајкашкој, обезбеђујући их додатном границом - великим шанцем са јарком. Тада је највероватније изграђен краћи шанац, који води од обале Дунава у близини Новог Сада, кроз каћки атар, до десне обале Тисе код Чуруга. То је такозвани „Велики шанац“, док је такозвани „Мали шанац“ пресецао Бачку из правца Апатина према Чуругу. Још један мањи шанац пружа се од каћког атара, преко Ковиља до Гардиноваца. И он се може везати за римску грађевинску делатност у време после Констанцијеве победе над Сарматима. Остаци капија на великом шанцу били су видљиви на терену до краја 19. века. Њихов облик и величина сачувани су на геодетском снимку из 1871.
Шанчеви су интензивно грађени у време касне антике, у 3. и 4. веку, а постоје и мишљења да их нису градили Римљани, већ Сармати, то јест Јазиги.
Током НАТО бомбардовања 1999. године, гађана су електроенергетска постројења на Римским шанчевима, због чега је град остајао без електричне енергије.

## Карактеристике насеља
У источном делу Римских шанчева лоцирани су привредно-индустријски објекти, док се у средишњем делу, западно од Јегричке улице налазе стамбени објекти. Западни део насеља већим делом представља неискоришћени урбани простор, иако се и тамо налази неколико објеката. Ранији генерални урбанистички планови Новог Сада дефинисали су Римске шанчеве искључиво као радну зону, да би урбанисти касније званично признали оправданост постојања стамбених објеката на Римским шанчевима, тако да данас важећи генерални урбанистички план Новог Сада до 2021. године дефинише централни део Римских шанчева као зону пословања са становањем.
На Римским шанчевима се налази Институт за ратарство и повртарство, метеоролошка станица основана 1860. године, трафостаница, железничка станица, као и предузећа „Агровојводина“, „Технохемија“, „Пољоопскрб“, „Елнос“, "Agrocoop AD", "Shipons", "Univerexport", "Auto France - Novi Sad", итд.
У насељу постоји и самогрејна еколошка кућа, изграђена према патенту проналазача Вељка Милковића.

## Манифестације
Традиционално, почетком септембра, на Римским шанчевима се одржава манифестација под називом „Дани поља кукуруза, соје, шећерне репе, сунцокрета, поврћа, сирка и крмног биља“ или скраћено „Дани поља“.